# 4439 Muroto
4439 Muroto este un asteroid din centura principală, descoperit pe 2 noiembrie 1984 de Tsutomu Seki.